# Chakki Khad
Der Chakki Khad ist ein rechter Nebenfluss des Beas in den indischen Bundesstaaten Himachal Pradesh und Punjab.
Der Chakki Khad entspringt 15 km südlich der Distrikthauptstadt Chamba im Dhauladhar, einer Gebirgskette des Vorderen Himalaya. Anfangs strömt der Fluss in westlicher Richtung durch das Bergland im Süden des Distrikts Chamba. Nach 30 km erreicht er die Übergangszone zu den Siwaliks und wendet sich nach Südwesten. 
5 km nordwestlich erstreckt sich der Stausee der Ranjit-Sagar-Talsperre, der vom Ravi durchflossen wird. Der Chakki Khad bildet nun die Grenze der Distrikte Pathankot in Punjab im Westen und Kangra in Himachal Pradesh im Osten. Er durchbricht die Gebirgsketten der Siwaliks. Der Jabbar Khad mündet linksseitig in den Fluss. Der Chakki Khad umfließt westlich einen Höhenrücken der Siwaliks, er passiert die Stadt Pathankot und wendet sich auf seinen letzten 20 km nach Süden. Schließlich trifft er 18 km ostnordöstlich der Stadt Gurdaspur auf den Beas, der von Nordosten heranströmt.
Der Chakki Khad hat eine Länge von ca. 90 km.